# Sielsowiet Dziatłowicze
Sielsowiet Dziatłowicze (biał. Дзятлавіцкі сельсавет; ros. Дятловичский сельсовет) – sielsowiet na Białorusi, w obwodzie brzeskim, w rejonie łuninieckim, z siedzibą w Dziatłowiczach.
Według spisu z 2009 sielsowiet Dziatłowicze zamieszkiwało 3298 osób, w tym 3263 Białorusinów (98,94%), 18 Rosjan (0,55%), 9 Ukraińców (0,27%), 2 Polaków (0,06%), 3 osoby innych narodowości i 3 osoby, które nie podały żadnej narodowości.

## Miejscowości
- agromiasteczko:
  - Dziatłowicze
- wsie:
  - Borowce
  - Kupowce
  - Stacja Dziatłowicze